# KaOS
KaOS è una distribuzione Linux indipendente e progettata per offrire un ambiente desktop basato sull'ultima versione di KDE Plasma. Mette a disposizione la suite per ufficio LibreOffice e molte altre applicazioni popolari basate sul toolkit Qt.

## Storia
La prima versione di KaOS è stata rilasciata nel 2013 sotto il nome di "KdeOS". Per evitare ambiguità tra la distribuzione e il progetto KDE, il nome è stato modificato in "KaOS" nel settembre dello stesso anno.

## Caratteristiche
KaOS è distribuita tramite un'immagine ISO e supporta esclusivamente processori x86 a 64 bit. ed è una rolling release, creata da zero con un obiettivo molto specifico. L'attenzione si concentra su un unico ambiente desktop (KDE Plasma), un unico toolkit (Qt), un'unica architettura (x86_64), con una particolare attenzione alla selezione degli strumenti e delle applicazioni più adatti.
KaOS utilizza Systemd-boot per le installazioni UEFI. La distribuzione mette a disposizione lo strumento croeso (traduzione gallese di "welcome") che aiuta l'utente a configurare il sistema. Viene avviato in automatico subito dopo l'installazione del sistema e offre la possibilità di regolare lo sfondo del desktop, selezionare i pacchetti da installare e via discorrendo. Lo strumento è scritto in QML.

## Requisiti hardware
La documentazione ufficiale KaOS dichiara che lo spazio minimo necessario sul disco rigido è di 8 Gb, ma si consiglia di averne almeno 25 Gb. Minimo 1 Gb di RAM anche se sono raccomandati almeno 2 Gb di RAM. Poiché sono disponibili solo pacchetti x86_64, è necessaria una CPU a 64 bit.

## Applicazioni
Le applicazioni incluse in KaOS sono le seguenti:
- Arc archiver
- Calamares installer sistema operativo
- Dolphin file manager
- Elisa music player
- Falkon browser web
- Gwenview visualizzatore immagini
- Haruna riproduttore video
- K3b masterizzazione CD/DVD
- Kamoso webcam
- Kate text editor
- KDE Partition Manager
- Konsole emulatore terminale
- Kwrite editor di testo
- LibreOffice suite per l'ufficio
- MPV riproduttore multimediale
- Okular visualizzatore PDF
- Quassel IRC client IRC
- SimpleScreenRecorder screen video recorder
- Spectacle strumento cattura schermo
- Vim editor di testo